# Chirongui

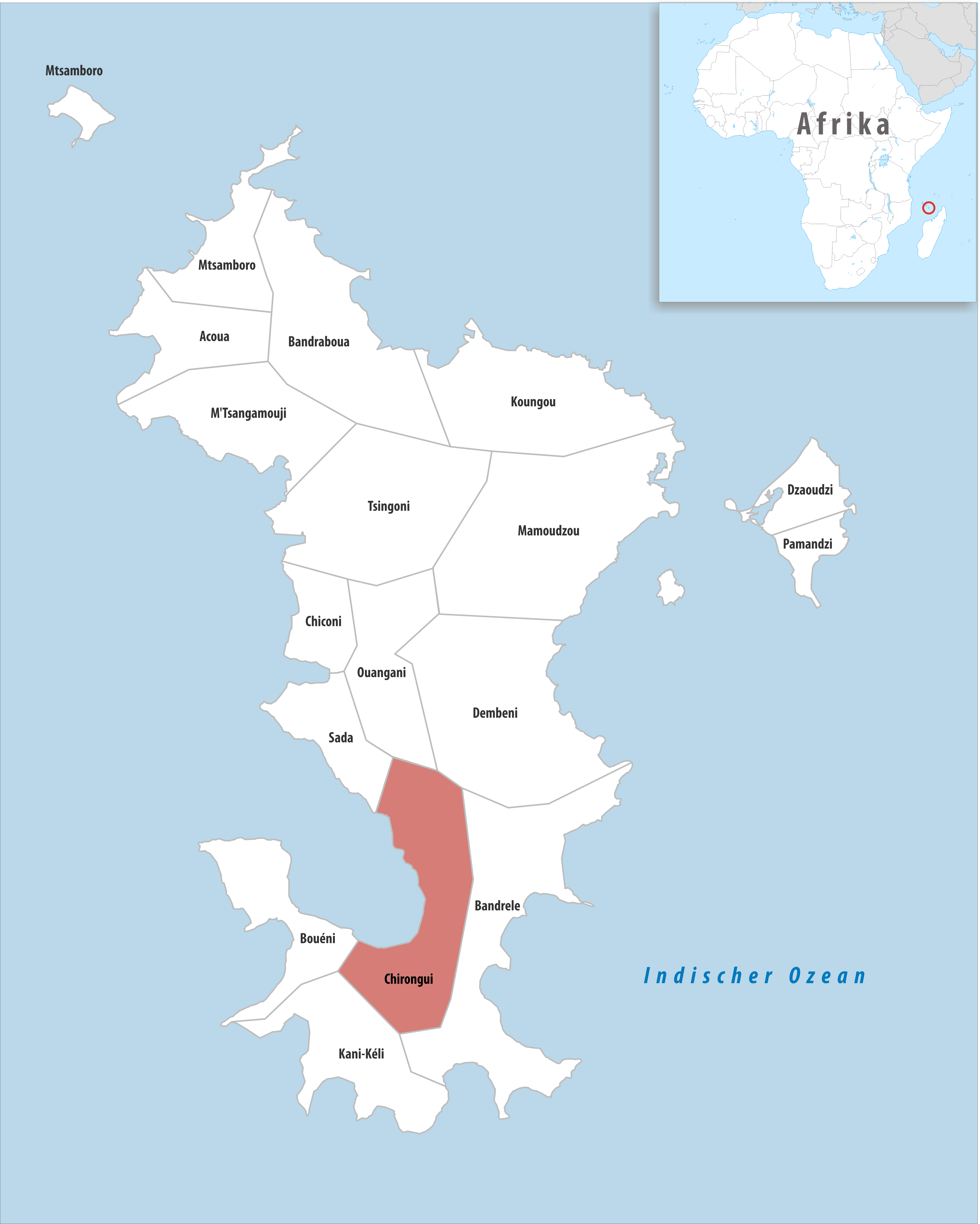
Kommunen Chironguis läge i Mayotte.

Chirongui är en kommun i det franska utomeuropeiska departementet Mayotte i Indiska oceanen. År 2017 hade Chirongui 8 920 invånare.

## Byar
Kommunen Chirongui delas i följande byar (folkmängd 2007 inom parentes):
- Chirongui (1 247)
- Tsimkoura (1 259)
- Mramadoudou (750)
- Malamani (515)
- Poroani (1 997)
- Miréréni (837)